# Djustànides
Els justànides o jastànides foren una dinastia daylamita del Daylam que va governar d'abans el 791 fins després del 1042.

## Història
Probablement la dinastia té el seu origen en Justan I, que es creu que governava Daylam vers el 791. Però el primer membre conegut històricament és el seu fill Marzuban ibn Justan, que el 805 va anar a Rayy a retre homenatge al califa Harun ar-Raixid que li va fer molts regals.
El va seguir suposadament un altre Justan (II) que no és conegut per fonts històriques, només perquè el següent sobirà es deia Wahsudan ben Djustan (que encara és esmentat el 872), un temps massa llarg per suposar que fou germà de Marzuban. En aquest període se sap d'una expedició àrab dirigida per Abd Allah ben Khurdabhbih que va fer presoner a un cap del Daylam anomenat Abu Layli, però no es pot determinar si es tracta de Djustan I o d'un cap local (o tanmateix d'un usurpador). Fou durant Djustan II o durant Wahsudan que es va començar a construir la fortalesa d'Alamut, llavors encara poc important (un edifici o imara).
A finals del segle IX els djustànides foren aliats dels sàyyids hasànides de Tabaristan. El sàyyid al-Hassan ben Zayd (o Zaid) al-da'i al-kabir, va agafar la direcció de l'aixecament alida a Čalus i Kalar el 864 i va donar protecció als habitants contra el governador tahírida que volia apoderar-se de les terres comunals de pastura. Wahsudan es va sotmetre a Al-Hasan ben Zaid vers el 865, però al cap d'un temps ambdós es van enemistar, i el va succeir el seu fill Djustan III ben Wahsudan. Aquest tenia bones relacions amb Al-Hasan ben Zaid (que portava el títol de da'i) i el va invitar a enviar representants a Daylam. Amb l'ajuda d'Al-Hasan, Djustan III va ocupar Rayy als Tahírides del Khorasan, i es va apropiar després de Kazwin i Zandjan. El 867 el califa va enviar un fort exèrcit dirigit per Musa ben Bugha que va recuperar Rayy, Kazwin i Zandjan. Wahsudan va morir poc després (vers el 872). Djustan III va fer llavors un intent de recuperar Rayy i va mantenir l'aliança amb Al-Hasan (ara en lluita contra els safàrides) fins a la mort d'aquest el 883. A Al-Hasan el va succeir el seu germà Muhammad ben Zaid conegut com al-da'i al-Saghir (dinastia Zaidita) i Djustan III li va fer submissió.
El 889 el general i aventurer de Khorasan Rafi ibn Hàrthama va ocupar Djurdjan (Gurgan) que pertanyia a Muhàmmad ibn Zaid, el qual es va refugiar a Daylam. Rafi va enviar (890) tropes que van envair Daylam i va ocupar Čalus però foren envoltades per Muhammad amb l'ajut de Djustan III. Llavors (891) va anar personalment Rafi ibn Hàrthama i Muhàmmad ibn Zaid es va haver de retirar cap al nord, al Gilan. Djustan III es va retirar cap a Talakan, perseguit per Rafi durant tres mesos, durant els quals el Daylam fou saquejat per la gent de Rafi. Finalment Djustan III va fer un acord de pau amb Rafi que incloïa la promesa de no tornar a ajudar a Muhammad i Rafi va deixar llavors el país per anar a conquerir Rayy i Kazwin. Però les coses no van anar bé per Rafi, i el 892 va decidir fer submissió a Muhammad ben Zaid al que va retornar el Gurgan, rebent a canvi un exèrcit de quatre mil daylamites. Però el safàrida Amr ben Layth va amenaçar a Muhammad i li va impedir de lliurar l'exèrcit a Rafi, que finalment va haver de fugir a Coràsmia on fou assassinat (novembre del 896). Muhammad ben Zaid va morir el 900 en una batalla contra un general samànida i després d'un interval de 14 anys va assolir la direcció dels alides el husseinita Al-Hasan ben Ali Nasir al-Diun al-Tahir anomenat Al-Utrush (el sord) que només fou da'i per menys de quatre anys (914-917) però és considerat el més gran cap alida. Les seves predicacions al Daylam (on havia estat durant 13 anys) van convertir a molts caps daylamites. La fortalesa de Čalus, que era punt de vigilància alida sobre els daylamites (que abans no eren musulmans) fou destruïda en prova de confiança i Djustan III el va reconèixer. Vers el 914 es va fer una campanya contra els samànides que fou un fracàs però el 915 es va fer una segona campanya de 40 dies que va aconseguir expulsar-los de les províncies de Tabaristan i Gurgan. Nasir va fer abolir l'antic sistema daylamita derivat d'Afridun i conegut com a Kaddkhudha, en què els homes eren caps de la família, en favor de la institució islàmica que establia el control de les famílies musulmanes. Això segurament no va agradar als daylamites i sembla que Djustan III es va revoltar i va encapçalar aquesta oposició (no obstant les lluites les situen els historiadors vers el 913). Al-Utrush va morir el 31 de gener del 917 i el va succeir el seu gendre l'hasànida Al-Hasan ben al-Kasim.
Vers el 918 fou assassinat Djustan III per son germà Ali ben Wahsudan, que el 912 havia estat nomenat agent fiscal (islamala) Abbàssida a Esfahan, però fou destituït vers el 916. El 918, després de l'assassinat, es va apoderar del govern i quan l'alida Al-Hasan ben al-Kasim fou capturat al Tabaristan, fou entregat a Ali que el va tancar a la fortalesa d'Alamut. El 919 el general Abbàssida Munis, que venia de fer presoner al sàjida Yússuf as-Sají de l'Azerbaidjan, li va cedir el govern de Rayy, Kazwin i Zandjan, però seguidament Ali fou assassinat per Muhammad ben Musafir, un noble del Tarum, per venjar la mort del seu sogre. Muhammad ben Musafir es va casar amb Kharatsuya, filla de Djustan III ben Wahsudan i va fundar la dinastia musafírida. Des de llavors els musafírides i els djustànides van estar enfrontats. Muhammad ben Musafir es va apoderar del govern però el germà d'Ali, Khusraw Firuzan va conservar el poder almenys a Alamut perquè va fer alliberar a Al-Hasan ben al-Kasim, però finalment fou derrotat i mort pel musafírida (920). El seu fill Mahdi ben Khusraw, va continuar la lluita però també fou derrotat i es va refugiar a les terres del daylamita Asfar ben Shiroya, governador de Rayy, Kazwin i Zandjan, qui va enviar al Ziyàrida Mardawij contra Muhammad, però Mardawij es va aliar a Muhammad i va derrotar i matar a Asfar.
La dinastia va continuar tot i que no es coneixen els noms del següents sobirans, però se sap que vers el 989 els musafírides dominaven tot el Daylam menys la regió que les fonts anomenen Laidjiya i que és amb seguretat Lahidjan (deu districtes costaners). En el segle següent un escrit anomena a les terres dels musafírides al Daylam amb el nom d'Ostan (que vol dir pàtria o centre) i diu que eren les altes terres, mentre les terres baixes o Laidj (o Landj) eren dels djustànides.
El 1042 el sobirà djustànida ("rei de Daylam" segons les fonts seljúcides) van pagar tribut a Toghril Beg I que era prop de Kazwin. L'emir mussafírida de Tarom (o Ostan), anomenat pels seljúcides "salar de Tarm") ho van fer el 1062. D'altres fonts esmenten un "amir-i amiran" que era "un dels reis de Daylam" que cobrava una taxa (badj) per travessar el riu Shah-rud i també a un "marzuban al-Daylam Djil-i Djilan Abu Salih" de nom Djustan Ibrahim, que residia a Shamiran; però ambdós personatges serien referits al darrer príncep musafírida de Daylam.
La dinastia justànida devia existir encara alguns anys més com un poder local però ja no torna a ser esmentada.

## Llista de prínceps justànides
- Djustan I vers 791
- Marzuban ben Djustan vers 805
- Djustan II ben Marzuban vers 850
- Wahsudan ben Djustan vers 850-865, mort el 872
- Djustan III ben Wahsudan vers 865-918
- Ali ben Wahsudan 918-919
- Khusraw Firuzan 919-920
- Mahdi 920-?
- Successors desconeguts fins després del 1042.